# Þorgrímur Jónsson
Þorgrímur „Toggi“ Jónsson (transkribiert Thorgrímur Jónsson, * 29. Mai 1976) ist ein isländischer Musiker (Kontrabass, Komposition) des Modern Jazz.

## Leben und Wirken
Þorgrímur Jónsson arbeitete in der nordischen Jazzszene u. a. im Tio von Sunna Gunnlaugs, in Andrés Þór Gunnlaugssons Band, im Trio Huld (mit Erik Qvick, Ásgeir Ásgeirsson), dem Árni Karlsson Trio sowie seit 2008 im Trio Jónsson & More. Aufnahmen entstanden ab den späten 2000er-Jahren auch mit der isländischen Weltmusikband Narodna Muzika, mit Ómar Guðjónsson, Ólafur Jónsson und dem Iceland's New Liberation Orchestra. Unter eigenem Namen legte er 2016 mit Constant Movement sein Debütalbum in Quintettbesetzung vor. Er erhielt 2017 zwei Auszeichnungen, den Preis für isländische Musik in der Kategorie Jazz für sein Album Constant Movement und für eine Komposition auf diesem Album. Þorgrímur Jónsson spielte außerdem im Quartett mit seinem Bruder Ólafur Jónsson, mit Agnar Már Magnússon (Piano) und Matthías M. D. Hemstock (Schlagzeug).

## Diskographische Hinweise
- Sunna Gunnlaugs: Long Pair Bond (Sunny Sky Records, 2011)
- Jónsson & More: No Way Out (Sunny Sky Records, 2015), mit Ólafur Jónsson, Scott McLemore[3]
- Constant Movement (Sunny Sky Records, 2016), mit Ólafur Jónsson, Ari Bragi Kárason, Kjartan Valdemarsson, Þorvaldur Þór Þorvaldsson
- Sunna Gunnlaugs Trio, Verneri Pohjola: Ancestry (Sunny Sky Records, 2018)